# Chislehurst
Chislehurst è una città del distretto londinese di Bromley, nella Grande Londra, in Inghilterra.
Il nome Chislehurst deriva dal sassone cisel (ghiaia) e hyrst (collina alberata). La città fa parte della grande Londra ed è situata a sud est del centro della capitale del Regno Unito.
Qui Napoleone III visse in esilio dopo la disfatta della Prussia del 1870 e vi morì nel 1873. Le sue spoglie e quelle del figlio vennero inumate nella St Mary's Church prima di essere trasferite nella St Michael's Abbey di Farnborough.